# Rennöfen von Brunn, Groß Siemz und Vietow
Die Rennöfen von Brunn, Groß Siemz und Vietow in Mecklenburg-Vorpommern, in denen die Eisengewinnung zu Beginn der Verhüttung im Norden Mitteleuropas nachgewiesen werden konnte, wurden bei Ausgrabungen auf der Trasse der Autobahn A20 untersucht. In Brunn, Landkreis Mecklenburgische Seenplatte, Groß Siemz, Landkreis Nordwestmecklenburg und Vietow, Landkreis Rostock wurden erstmals an der südlichen Ostseeküste gut erhaltene Rennofenreste aus den Jahrhunderten vor der Zeitenwende freigelegt.

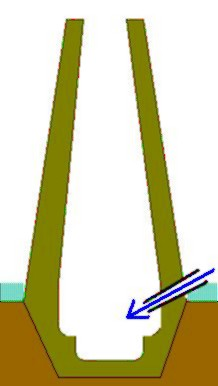
Rennofen Prinzipskizze

## Forschungsstand
Nach heutigem Kenntnisstand wurde Eisen durch Verhüttung erstmals im 2. Jahrtausend v. Chr. in Anatolien gewonnen. Laut schriftlichen Quellen des frühen 2. Jahrtausends aus dem vorderen Orient betrug der Wert des Eisens hier in etwa das 40fache von Silber und mehr als das 8fache von Gold. Es dauerte bis zur Wende vom 2. zum 1. vorchristlichen Jahrtausend, bis das Eisen die Bronze als Werkstoff zur Herstellung von Gebrauchsgegenständen in Westasien, Südosteuropa und Nordafrika ablöste und die Gebiete in die Eisenzeit eintraten. Weitere 500 Jahre später konnte der Werkstoff, durch die Vermittlung von Griechen, Etruskern und Kelten, auch in Norddeutschland und Skandinavien die Bronze verdrängen. Die aus Urnenbestattungen erkennbare Verfügbarkeit von Eisen, hatte in der Forschung zu der Einschätzung geführt, die Menschen hätten damit begonnen, die einheimischen Eisenerzlagerstätten – vor allem Sumpf- und Raseneisenerz – abzubauen. Rennfeuerplätze waren leicht identifizierbar und in der Nähe von Erzlagerstätten waren zahlreiche Plätze bekannt, an denen die für den Prozess typischen Fließschlacken in Mengen zu finden waren. Durch archäologische Forschungen der vergangenen 20 Jahre wissen wir, dass der größte Teil dieser Plätze wesentlich später angelegt wurde. Diese nördlich des Limes angelegten Öfen waren erst die Basis für die Eisenversorgung während des 2. bis 5. Jahrhunderts n. Chr. Somit war die Frage nach der Eisenverhüttung während der vorrömischen Eisenzeit (500 v. Chr. bis zur Zeitenwende) ungeklärt. Als die Untersuchungen in Brunn, Groß Siemz und Vietow begannen, hatte man nicht damit gerechnet, dass Erkenntnisse zur vorrömischen Eisenzeit gewonnen würden. Von allen drei Plätzen waren Schlackenfunde bekannt. Aufgrund der geringen Mengen waren sie jedoch als Hinweise auf eine Schmiede mit lokaler Bedeutung gewertet worden.

## Groß Siemz
In Groß Siemz, einer Siedlung der späten vorrömischen Eisenzeit fanden sich fünf Rennöfen. Sie waren mit dem unteren Teil in die Wand einer etwa 60 cm tiefen Grube eingebaut, so dass die Reduktionskammer von drei Seiten durch das umliegende Erdreich geschützt und der Ofen nur von der Grube her zugänglich war. Bei den am besten erhaltenen Ofenresten war erkennbar, dass der umgebende anstehende Lehm sich infolge der Verhüttungswärme so stark verziegelt hatte, dass die Form des um die 30 cm durchmessenden Ofens mehr als 2000 Jahre erhalten blieb. Offenbar hatte man die Öfen mehrfach verwendet. Später wurde die Arbeitsgrube vergrößert, bis eine stabile Erdwand für den Bau des neuen Ofens zur Verfügung stand. Diese Vorgehensweise wurde viermal wiederholt, so dass die Arbeitsgrube schließlich eine Größe von etwa 2,5 × 7 m erreichte. Die fünf Rennfeueröfen aus Groß Siemz wurden nacheinander betrieben. Das lässt die Vermutung zu, dass die Eisenverhüttung über einen längeren Zeitraum betrieben wurde.

## Vietow
Etwa 115 km östlich von Groß Siemz wurden bei Vietow Rennöfen entdeckt, die Gemeinsamkeiten mit den Befunden aus Groß Siemz aufweisen. Hier wurde der Randbereich einer Siedlung freigelegt, die vom 2. Jahrhundert v. Chr. bis zum 1. Jahrhundert n. Chr. bestand. Es konnte eine Vielzahl von Ofenanlagen unterschiedlicher Form nachgewiesen werden, zu denen auch fünf Kalkbrennöfen gehören. Von Interesse war jedoch die Entdeckung von 19 Rennöfen, von denen 13 auf einem annähernd 400 m² großen Areal konzentriert lagen. Der als Werkplatz zu interpretierende Bereich an der Peripherie der Siedlung befand sich auf einem sanft ansteigenden Hang, der an eine feuchte Niederung grenzt. Sechs Ofenreste waren in die Wand von Gruben hineingebaut. Obwohl sich in Vietow keine verziegelten Reste von Reduktionskammern erhalten haben, sind die Parallelen zu Groß Siemz unverkennbar. Alle übrigen Rennöfen gehörten hingegen zu dem Typ mit Schlackengrube und waren in das 1. oder 2. Jahrhundert n. Chr. zu datieren. In Vietow lässt sich somit der Wandel der Verhüttungstechnik erkennen.

## Brunn
Etwa 100 km südöstlich von Vietow wurden bei Brunn 11 Rennöfen entdeckt, die ebenfalls in die Wandung vorgelagerter Gruben eingebaut waren. Sie wurden auf einem Plateau angetroffen, das während der Steinzeit und der Bronzezeit besiedelt war. Die Öfen stammen jedoch aus den letzten drei Jahrhunderte v. Chr. und den ersten beiden Jahrhunderte n. Chr. Die Reste von Brunn waren über die Grabungsfläche verteilt und nicht wie in Vietow auf einen Werkplatz konzentriert. Allerdings treten die Öfen in Gruppen von maximal dreien auf. Die hohen Temperaturen in den Reduktionskammern haben dazu geführt, dass auch hier die Ofenwandungen vollkommen verziegelt sind. Bei einigen der Rennöfen fanden sich noch Schlacken in der Brennkammer, die zeigen, dass die Öfen nach einem vermutlich misslungenen Versuch aufgegeben wurden.
Durch die Funde von Rennöfen kann als gesichert gelten, dass auch im östlichen Holstein und in Mecklenburg-Vorpommern in den Jahrhunderten vor Christi Geburt Eisen mittels relativ kleiner Rennöfen gewonnen wurde, wie sie auch aus Dänemark, Nordwestdeutschland und Tschechien unter dem Begriff „halbeingetiefte Rennfeueröfen mit vorgelagerter Arbeitsgrube“ bekannt sind. Zieht man diese Befunde mit in Betracht, lässt sich die Funktionsweise der Rennfeueröfen aus Brunn, Groß Siemz und Vietow wie folgt rekonstruieren.

## Verfahren
Zunächst wurde eine Grube von 60 bis 80 cm Tiefe angelegt, die Platz für ein bis zwei Personen und einen Blasebalg bot. Als Standort wählte man Lehmlinsen, so dass man durch die Eingrabung bereits Material zur Errichtung des Ofenschachtes gewann. Anschließend wurde eine zylindrische Öffnung von ca. 30 cm Durchmesser und 60–80 cm Tiefe in eine Grubenwand eingearbeitet. Auf diese Brennkammer wurde ein aus Tonwülsten gebildeter Schacht gesetzt. Der Erfolg des Prozesses war von einer ausreichenden Sauerstoffzufuhr abhängig. Deshalb wurde 10–15 cm oberhalb der Grubensohle in die Ofenbrust eine Öffnung eingearbeitet, in die die Düse eines Blasebalges eingelassen wurde. Bevor mit der Eisengewinnung begonnen wurde, musste der Ofen trocknen und vorgebrannt werden, um Trocknungsrisse zu vermeiden. Anschließend konnte die Beschickung mit einem Gemisch aus Holzkohle und zerkleinertem Erz beginnen. Die Kapazität der Öfen dürfte sehr bescheiden gewesen sein. Die Ausbeute lag vermutlich zwischen 0,5 und 2 kg Luppeneisen pro Ofengang. Mit den auf der Trasse der A20 entdeckten halbeingetieften Rennöfen konnte eine bestehende Forschungslücke geschlossen werden.